# ATF Bank Biszkek
ATF Bank Biszkek – kirgiski klub futsalowy z siedzibą w Biszkeku, obecnie występuje w najwyższej klasie rozgrywkowej w Kirgistanie. ATF Bank Biszkek dwa razy wywalczył tytuł Mistrza Kirgistanu - w sezonach 2006/2007 i 2007/2008. Zawodnikiem tej drużyny był znany z występów w polskich klubach Michaił Sundiejew.